# Hội chứng Capgras
Chứng hoang tưởng Capgras là một rối loạn tâm thần, trong đó một người có hoang tưởng rằng bạn bè, vợ/chồng, cha mẹ hoặc thành viên thân thiết khác trong gia đình (hoặc thú nuôi) đã bị thay thế bởi một kẻ mạo danh. Hội chứng được đặt theo tên của Joseph Capgras (1873–1950), bác sĩ tâm thần người Pháp, người đầu tiên mô tả chứng rối loạn này.
Hội chứng Capgras được phân loại là một hội chứng hoang tưởng nhận dạng sai, một loại niềm tin hoang tưởng liên quan đến việc xác định sai người, địa điểm hoặc đồ vật. Nó có thể xảy ra ở dạng cấp tính, thoáng qua hoặc mãn tính. Các trường hợp bệnh nhân tin rằng thời gian đã bị "biến dạng" hoặc "thay thế" cũng đã được báo cáo.